# One Way Wind
One Way Wind là một câu lạc bộ bóng đá Samoa hiện đang thi đấu tại Samoa National League.

## Lịch sử
Sự xuất hiện đầu tiên được ghi nhận của One Way Wind ở các giải bóng đá Samoa là ở mùa giải 2010–11 khi họ xếp thứ 3 chung cuộc tại First Division. Không rõ ràng đội bóng có thi đấu play-off để lên hạng hay không, mặc dù câu lạc bộ vẫn lên hạng, vì thông tin ở mùa giải tiếp theo không có. Tuy nhiên, đội bóng xếp thứ 4 chung cuộc ở mùa giải 2012–13, trên Adidas Soccer Club nhờ hiệu số bàn thắng bại, nhưng dưới Kiwi, với 37 điểm, thắng 11 và hòa 4 trong 22 trận.